# Rallye de Suède 1970
Le Rallye de Suède 1970 (21e Sweden Kak Rallyt), disputé du 11 au 15 février 1970, est la deuxième manche du Championnat international des marques 1970 (IRC), inauguré cette même année.

## Classement général
| Pos | No | Pilote             | Copilote          | Voiture              | Temps            | Écart             | Groupe |
| --- | -- | ------------------ | ----------------- | -------------------- | ---------------- | ----------------- | ------ |
| 1   | 2  | Björn Waldegård    | Lars Helmér       | Porsche 911 S        | 12 h 20 min 50 s |                   | 4      |
| 2   | 2  | Stig Blomqvist     | Bo Reinicke       | Saab 96 V4           | 12 h 44 min 06 s | + 23 min 16 s     | 2      |
| 3   | 44 | Lillebror Nasenius | Björn Cederberg   | Opel Kadett Rallye   | 12 h 59 min 33 s | + 38 min 43 s     | 1      |
| 4   | 50 | Gunnar Blomqvist   | Ingelöv Blomqvist | Opel Kadett Rallye   | 13 h 06 min 24 s | + 45 min 34 s     | 1      |
| 5   | 7  | Jerry Larsson      | Lars Lundblad     | Porsche 911 S        | 13 h 11 min 57 s | + 51 min 07 s     | 4      |
| 6   | 49 | Anders Gullberg    | Leif Wåhlin       | BMW 2002 Ti          | 13 h 17 min 20 s | + 56 min 30 s     | 1      |
| 7   | 40 | Anders Kulläng     | Donald Karlsson   | Opel Kadett Rallye   | 13 h 18 min 53 s | + 58 min 03 s     | 1      |
| 8   | 75 | Ingemar Frohm      | Bo Ottosson       | Ford Escort Twin Cam | 13 h 19 min 38 s | + 58 min 48 s     | 2      |
| 9   | 28 | Rolf Andersson     | Claes Andersson   | Volvo 142 S          | 13 h 31 min 10 s | + 1 h 10 min 20 s | 2      |
| 10  | 54 | Ove Olsson         | Olof Thörnkvist   | BMW 2002 Ti          | 13 h 33 min 11 s | + 1 h 12 min 21 s | 2      |